# Коломієць Володимир Євпатійович
Володи́мир Євпа́тійович Коломі́єць (29 грудня 1940, Новоград-Волинський, Житомирська область — 17 грудня 2021, Київ) — український архітектор, член Спілки художників УРСР, Національної спілки художників України (1973), лауреат Республіканської премії України імені Т. Шевченка (1985 — в колективі, зокрема із Володимиром Баруленковим), Державної премії України в галузі архітектури (2001).

## Життєпис
Народився 29 грудня 1940 року у місті Новоград-Волинський (нині Звягель) на Житомирщині. 
1966 року закінчив Київський інженерно-будівельний інститут за спеціальністю архітектура. 
У 1966–2000 роках працював в інституті «Київпроект»: 1981–2000 роки — керівник архітектурної майстерні; водночас 1983–1993 роки — заступник головного архітектора Києва; 2000–2006 роки — головний архітектор–голова правління творчої архітектурної майстерні «Архбудіндпроект» Національної спілки художників України у Києві.
Лауреат Республіканської премії України імені Т. Шевченка (1985), Державної премії України у галузі архітектури (2001).
Помер у Києві 17 грудня 2021 року.

## Творчість
Володимир Коломієць був представником монументального модернізму, який характеризується грандіозними формами, чіткими лініями та використанням інноваційних будівельних матеріалів. Його архітектурні проекти відрізнялися масштабністю, монументальністю та високим рівнем художнього вираження. Його талант та професіоналізм швидко проявилися в численних архітектурних проєктах у містах Київ та Полтава.

### У Києві
- ресторан «Дубки» на вул. Стеценка, 1 (1970, у співавторстві);
- Київська філія Центрального музею В. І. Леніна на вул. Хрещатик, 2 (нині Національний центр ділового та культурного співробітництва «Український дім», 1978–1982, у співавторстві);
- житловий масив «Троєщина», тепер Вигурівщина-Троєщина (1980–1985, у співавторстві);
- музей історії України у Другій світовій війні (1981, у співавторстві);
- готель «Турист» на вул. Раїси Окіпної, 2 (1984, у співавторстві);
- бібліотека АН УРСР на Голосіївському проспекті, 3, тепер Національна бібліотека України імені В. І. Вернадського (1988, у співавторстві);
- житловий будинок з агентством «Новини» на 1-му поверсі на вул. Хрещатик, 4 (1984–1985);
- спортивно-оздоровчий комплекс на проспекті проспекті Романа Шухевича, 28 (1995–1996, у співавторстві);
- житловий будинок із приміщенням громадського призначення на 1-му поверсі на вул. Кудрявській, 13–19 (2000);
- житловий комплекс на вул. Олеся Гончара, 26–28 (2005).

### У Полтаві
- мистецький центр імені Івана Котляревського (1990).